# Intégrabilité
En mathématiques et plus particulièrement en théorie de l'intégration, on dit qu'une fonction {\displaystyle f} à valeurs réelles ou complexes est intégrable sur {\displaystyle I} lorsque {\textstyle \int _{I}|f|} existe et est finie. A ne pas confondre avec le fait que {\textstyle \int _{I}f} existe et est finie qui n'implique pas nécessairement l'intégrabilité.
La notion d'intégrale et d'intégrabilité dépend de la théorie de l'intégration (manière de construire l'intégrale) que l'on considère. Il existe plusieurs types d'intégrales, les plus connues et utilisées étant l'intégrale de Riemann (équivalente à l'intégrale de Darboux) et l'intégrale de Lebesgue.

## Au sens de Riemann
Au sens de Riemann, une fonction {\displaystyle f:[a,b]\rightarrow \mathbb {R} } possède une intégrale finie si et seulement si elle est intégrable, c'est-à-dire, si et seulement si {\displaystyle \vert f\vert } possède une intégrale finie aussi. En réalité, dans la définition de l'intégrale au sens de Riemann, il est fréquent que la Riemann-intégrabilité soit définie comme le fait d'avoir une intégrale finie.
Pour les intégrales de Riemann généralisées à un intervalle quelconque, cette équivalence n'est plus vérifiée. Si {\displaystyle f:I\rightarrow \mathbb {R} } possède une intégrale finie (au sens des intégrales impropres de Riemann) alors il n'est pas forcément vrai que {\displaystyle \vert f\vert } possède une intégrale finie aussi. En revanche le fait que {\textstyle \int _{I}|f|} existe et est finie implique toujours que {\textstyle \int _{I}f} existe et est finie.

### Critères d'intégrabilité
- Une fonction réglée est intégrable sur un intervalle fermé[2]. En particulier on en déduit que les fonctions continues, continues par morceaux, monotones ou encore à variations bornées sont toutes intégrables sur un intervalle fermé.
- Une combinaison linéaire de fonctions intégrables est intégrable, et ce, sur un intervalle quelconque.
- Si {\displaystyle f,g:[a,b]\longrightarrow \mathbb {R} } sont intégrables sur l'intervalle fermé {\displaystyle [a,b]} alors[3]

1. Pour tout {\displaystyle \Phi :\mathbb {R} \longrightarrow \mathbb {R} } continue, la composée {\displaystyle \Phi \circ f} est intégrable sur {\displaystyle [a,b]}.
2. Le produit {\displaystyle fg} est intégrable sur {\displaystyle [a,b]}.
3. Le minimum {\displaystyle \min(f,g)} est intégrable sur {\displaystyle [a,b]}.
4. Le maximum {\displaystyle \max(f,g)} est intégrable sur {\displaystyle [a,b]}.

- Si {\displaystyle f,g:\left[a,b\right[\longrightarrow \mathbb {R} _{+}} sont positives, localement intégrables et que de plus {\displaystyle f(x)=O(g(x))} quand {\displaystyle x\to b} alors l'intégrabilité de {\displaystyle g} sur {\displaystyle [a,b[} entraîne celle de {\displaystyle f}[4],[5]. On remarquera que {\displaystyle f(x)=O(g(x))} est vérifié si par exemple {\displaystyle 0\leq f\leq g} ou {\displaystyle f(x)\sim g(x)} quand {\displaystyle x\to b}.
- Soit {\displaystyle I} un intervalle d'intérieur non vide dont les extrémités gauches et droites sont notées {\displaystyle a} et {\displaystyle b}. Supposons que {\displaystyle a} et {\displaystyle b} sont finies. Si {\displaystyle f:I\longrightarrow \mathbb {R} } est localement intégrable et a des limites finies en {\displaystyle a} et {\displaystyle b} alors {\displaystyle f} est intégrable sur {\displaystyle I}[6].

### Exemples et contre-exemples
- La fonction indicatrice des rationnels n'est intégrable sur aucun intervalle d'intérieur non vide.
- La fonction {\displaystyle f:[0,1]\rightarrow \mathbb {R} } définie par {\displaystyle f(0)=0} et {\displaystyle f(x)=1/{\sqrt {x}}} pour tout {\displaystyle x\in \left]0,1\right]} n'est pas intégrable sur {\displaystyle [0,1]} (au sens de Riemann), car elle n'y est même pas bornée, en revanche, elle est intégrable sur {\displaystyle ]0,1]} (au sens impropre de Riemann) car {\textstyle \int _{x}^{1}t^{-1/2}dt} converge lorsque x tend vers 0[7].
- La fonction {\displaystyle f:x\mapsto \sin(x)/x} n'est pas intégrable sur {\displaystyle ]0,+\infty [} alors qu'elle y admet une intégrale impropre convergente (cette intégrale s'appelle l'intégrale de Dirichlet).
- Critère de Riemann : la fonction {\displaystyle x\mapsto x^{-\alpha }} est intégrable sur {\displaystyle ]0,1]} si et seulement si {\displaystyle \alpha <1}. Cette même fonction est intégrable sur {\displaystyle [1,+\infty [} si et seulement si {\displaystyle \alpha >1}.
- Critère de Bertrand : la fonction {\displaystyle x\mapsto x^{-\alpha }\ln(x)^{-\beta }} est intégrable sur {\displaystyle ]0,e^{-1}]} si et seulement si {\displaystyle \alpha <1} ou ({\displaystyle \alpha =1} et {\displaystyle \beta >1}). Cette même fonction est intégrable sur {\displaystyle [e,+\infty [} si et seulement si {\displaystyle \alpha >1} ou ({\displaystyle \alpha =1} et {\displaystyle \beta >1}).

## Au sens de Lebesgue
Soient (X, 𝒜, μ) un espace mesuré et f une fonction sur X, à valeurs dans ℝ ou ℂ et 𝒜-mesurable. On dit que f est Lebesgue-intégrable sur X si